# Richard Sadlier
Richard Sadlier (født 14. januar 1979 i Dublin, Irland) er en irsk tidligere fodboldspiller (angriber).
På klubplan tilbragte Sadlier hele sin aktive karriere, fra 1996 til 2004, hos engelske Millwall. Han måtte stoppe sin karriere allerede som 24-årig på grund af en skade i hoften.
Sadlier blev inden sit tidlige karrierestop noteret for én kamp for Irlands ladshold, en venskabskamp mod Rusland 13. februar 2002.